# Anna Diamandopulu
Anna Diamandopulu (en grec: Άννα Διαμαντοπούλου) (Kozani, 26 de febrer de 1959) és una política grega, ministra del govern grec en diverses ocasions i membre de la Comissió Prodi entre 1999 i 2004.

## Biografia
Va néixer el 1959 a la ciutat de Kozani, població situada a la regió de Macedònia Occidental. Va acabar el batxillerat a Tessalònica i després va entrar a la Universitat Aristotèlica de Tessalònica, graduant-se a l'Escola d'Enginyeria civil.

## Activitat política
Membre del Moviment Socialista Panhel·lènic (PASOK) l'any 1984 va esdevenir la prefecta més jove de la història del seu país en acceptar el càrrec a la Prefectura de Kastoria. L'any 1986 abandonà aquesta funció per fer-se càrrec de la Secretaria General d'Educació i Joventut, esdevenint l'any 1993 Secretària General d'Indústria en el govern. Posteriorment va assumir la presidència d'EOMMEX, càrrec que va ocupar fins a l'any 1993, quan va assumir el de secretària general d'Indústria.
El 1996 fou escollida diputada al Parlament de Grècia per la Prefectura de Kozani, esdevenint Ministra de Reformes Industrials i Privatitzacions. Abandonà aquest càrrec el setembre de 1999 per esdevenir membre de la Comissió Prodi, en la qual fou nomenada Comissària Europea de Treball i Assumptes Socials. Abandonà el seu càrrec en la Comissió Europea el març de 2004, sent escollida novament diputada al Parlament del seu país, restant però aquesta vegada en l'oposició.
A les eleccions del 4 d'octubre de 2009 va ser reelegida diputat per Atenes i el 7 d'octubre va jurar com a ministra d'Educació, Aprenentatge Permanent i Afers Religiosos al govern de George Papandreou, càrrec que va mantenir al govern de Loukas Papadimos el 2011. A causa de la remodelació provocada per la renúncia de Christos Papoutsi, va assumir el Ministeri de Desenvolupament, Competitivitat i Navegació el 7 de març de 2012, que mantingué fins al 17 de maig de 2012. En aquestes eleccions parlamentàries no va ser elegida com a diputada.
És autora de diverses obres, entre les quals Grècia intel·ligent, on se subratllen les necessitats d'innovació, accions dirigides i enfocaments professionals com a condicions necessàries per al progrés social i econòmic. Ha estat presidenta del Comitè del Partit Socialista Europeu per a la dimensió europea de l'Europa social i participa activament en els processos i debats europeus.
Avui és la presidenta de la XARXA per a la Reforma a Grècia i Europa.
Va rebre la Legió d'Honor, atorgada pel president de la República Francesa l'any 2003 per la seva contribució a la política social de la UE.